# Põru (Rõuge)
Põru – wieś w Estonii, w prowincji Võru, w gminie Rõuge.